# Tenuipalpus athrixiae
Tenuipalpus athrixiae är en spindeldjursart som beskrevs av Meyer 1993. Tenuipalpus athrixiae ingår i släktet Tenuipalpus och familjen Tenuipalpidae. Inga underarter finns listade i Catalogue of Life.